# Бела Вараді
Бела Вараді (угор. Béla Váradi, 12 квітня 1953, Будапешт — 23 січня 2014, Будапешт) — угорський футболіст, що грав на позиції флангового півзахисника.
Виступав, зокрема, за «Вашаш», а також національну збірну Угорщини.

## Клубна кар'єра
Вихованець клубу клубі «Путнокі Баняс». У 1970 році він перейшов у нижчоліговий «Озді Кохас», а наступного року став гравцем «Вашаша», де дебютував в першому дивізіоні сезону 1971/72. У сезоні 1976/77 він виграв свій єдиний в кар'єрі титул чемпіона Угорщини, а також з 36 голами став найкращим бомбардиром угорської ліги. Він покинув «Вашаш» в кінці сезону 1982/83, вигравши того року з командою Кубок Мітропи.
У 1983 році Вараді перейшов до французького «Тура». Після двох років гри в клубі він повернувся в «Вашаш», а в 1986 році він став гравцем «Ваца». У 1988 році він перейшов в австрійський аматорський клуб «Пама». У 1989/90 сезоні він грав за «Мадяр Кабель», де і завершив кар'єру гравця.

## Виступи за збірну
27 серпня 1972 року дебютував в офіційних матчах у складі національної збірної Угорщини на футбольному турнірі Олімпійських ігор 1972 року у Мюнхені, суперником була збірна Ірану, яка була розгромлений з рахунком 5:0, Вараді також відзначився голом. На цих іграх він завоював срібну медаль, забивши також гол престижу у фінальному матчі з Польщею (1:2).
Згодом у складі збірної був учасником  чемпіонату світу 1978 року в Аргентині. На мундіалі він був запасним гравцем, так і не вийшовши на поле.
Загалом протягом кар'єри у національній команді, яка тривала 11 років, провів у її формі 36 матчів, забивши 13 голів.
Помер 23 січня 2014 року на 61-му році життя..

## Титули і досягнення
- Чемпіон Угорщини (1):

«Вашаш»: 1976/77
- Володар Кубка Мітропи (1):

«Вашаш»: 1982/83
- Срібний олімпійський призер: 1972
- Чемпіон Європи (U-23): 1974